# Argonemertes australiensis
Argonemertes australiensis is een snoerwormensoort uit de familie van de Acteonemertidae. De wetenschappelijke naam van de soort is voor het eerst geldig gepubliceerd in 1892 door Dendy.